# Torch (Rapper)

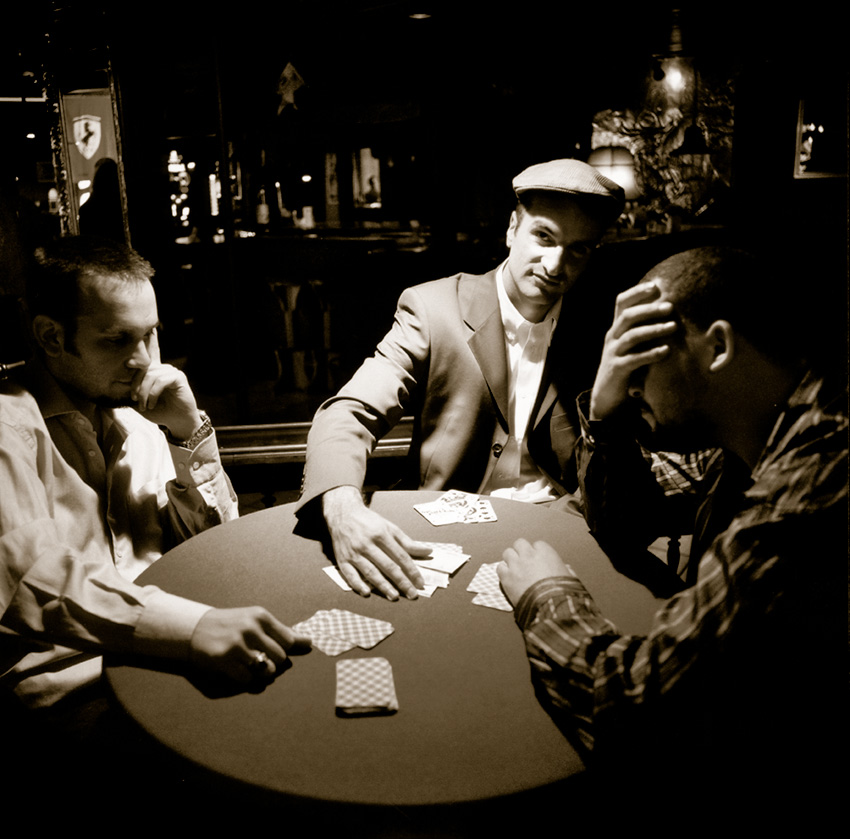
Torch (rechts) beim Pokern mit Toni-L (Mitte) und Boulevard Bou (links), 2002

Torch (engl.: Fackel; auch Torchmann, MC Torch, Hero oder DJ Haitian Star; * 29. September 1971 in Heidelberg; bürgerlich Frederik Hahn) ist ein deutscher Musiker und Autor. Er begann seine Karriere als MC Mitte der 1980er-Jahre in Heidelberg. Zudem ist er Mitglied der Universal Zulu Nation.

## Musikalischer Werdegang
Torch besuchte die Internationale Gesamtschule Heidelberg; bereits während dieser Zeit betätigte er sich als Tänzer und Graffiti-Sprayer. 1987 gründete er mit den befreundeten Hip-Hop-Künstlern Toni-L, Linguist, Gee-One und DJ Mike MD die Musikgruppe Advanced Chemistry. Bei einem ihrer Auftritte begann er eigenmächtig einen Freestyle-Rap auf Deutsch; zuvor hatte die Band ausschließlich auf Englisch gerappt. 1992 erschien der Advanced-Chemistry-Song Fremd im eigenen Land und entwickelte sich zum ersten Hit der Gruppe. Das Stück, das ein Sample von George Fenton & Ken Freemans Stück Mobile Unit, der Spiegel-TV-Titelmelodie, enthält, erregte durch seine politischen Statements breite mediale Aufmerksamkeit und erlangte durch häufige Ausstrahlung des Videoclips auf MTV auch außerhalb der noch kleinen deutschen Hip-Hop-Szene große Beachtung. Ebenfalls 1992 war Torch Mitbegründer des Hip-Hop-Netzwerkes MZEE, das sich als Musiklabel, Fanzine und ganz allgemein als Rap-Plattform verstand.
Kurz darauf wurde Torch für die Musik-Dokumentation Lost In Music auf MTV porträtiert und fiel dem Sender durch sein Talent vor der Kamera auf. Auf dem damals noch jungen Sender VIVA präsentierte er daraufhin mit Freestyle die erste Sendung im deutschen Fernsehen, die sich mit Hip-Hop auseinandersetzte. Torch arbeitete insgesamt ein Jahr an der Sendung – sowohl innerhalb der Redaktion als auch als Gastgeber der Show. Nach der Trennung von MZEE gründete Torch 1994 sein eigenes Label, 360° Records. Darauf erschienen unter anderem die weiteren Tonträger von Advanced Chemistry, erste Features von Curse, Solo-Rap-Parts von D-Flame und Tonträger von Blumentopf und Grandmaster Caz. 1995 beteiligte er sich am Projekt Blitz Mob. In Kooperation mit V2 Records erschien auf 360° Records im Jahr 2000 sein bisher einziges Solo-Album Blauer Samt.
2001 trat er bei Rock am Ring sowie bei Rock im Park auf. Im selben Jahr beteiligte sich Torch mit zahlreichen anderen Künstlern aus der Hip-Hop-Szene am Anti-Rassismus-Projekt Brothers Keepers. Im Zuge dessen erschien das Lied Adriano (Letzte Warnung), zu dem er die erste Strophe beitrug. 2008 veröffentlichte er das Heidelberg Mixtape, auf dem er mit Wunderschön – einer Hommage an seine Heimatstadt Heidelberg – ein neues Lied veröffentlichte. Im Laufe seiner Karriere arbeitete Torch mit Künstlern wie Afrika Bambaataa, Freestyle (Arsonists), Grandmaster Caz (Cold Crush Bros), Jurassic 5, KRS One, Melle Mel, Missing Linx und Whipper Whip & Virtuoso zusammen.
Als DJ Haitian Star legte er bei Events wie dem Battle of the Year, Jazz Festival Montreux, Hip Hop Kemp und dem Zulu Anniversary in New York City auf. Dabei teilte er sich das Pult unter anderem mit DJ-Kollegen wie Z-Trip, David Rodigan, Grandmaster Flash, Kool Herc, DJ Stylewarz und Marc Hype.

## Familie und Privates
Sein Vater stammt aus Tilsit im damaligen Ostpreußen, seine Mutter aus Pétionville in Haiti. Frederik Hahn besitzt sowohl die deutsche als auch die haitianische Staatsbürgerschaft. Sein Onkel war der haitianische Poet Georges Castera und er ist mit dem britischen Autor Nick Stone verwandt. Der französische Rapper Frero ist sein Cousin. Mittlerweile lebt er in Zürich.

## Rezeption
Im Rahmen der Entstehung der deutschen und europäischen Hip-Hop-Bewegung in den 1980er Jahren gilt Frederik Hahn als Schlüsselfigur für die Vernetzung der einzelnen Aktivisten und der Entwicklung einer organisierten Untergrund-Szene. Als einer der ersten MCs hat er das Deutsche als Rap-Sprache etabliert und das Improvisieren („Freestylen“) in deutscher Sprache eingeführt. Noch bis weit in die 1990er Jahre war er Sprachrohr der deutschsprachigen Hip-Hop-Bewegung und grenzte die Errungenschaften der Szene gegen Mainstream und Kommerzialisierung ab. Damit wurde er indirekt zu einem der ersten Chronisten der europäischen Hip-Hop-Geschichte.
Im Jahr 2011 begann Torch mit der Stadt Heidelberg und dem Stadtarchiv über die Archivierung seines Nachlasses zu verhandeln. Die Planungen zu einem eigenen Hip-Hop-Archiv nahmen Ende 2019 mit der Unterzeichnung eines offiziellen Vertrags Gestalt an. Am 30. Januar 2020 übergab sein früherer Bandkollege Toni-L im Beisein der Presse knapp 5000 Archivalien aus dem Bestand von Advanced Chemistry an das Stadtarchiv Heidelberg.
Im Dezember 2018 kuratierte er zusammen mit Andreas Margara das erste deutsche Hip-Hop-Symposium an der Popakademie Baden-Württemberg in Mannheim.

## Bezug zur deutschen Literatur
Torch bezeichnet die deutsche Literatur als wichtigste Inspirationsquelle. Viele seiner Songs enthalten Referenzen zu deutschen Dichtern und Autoren wie Kurt Tucholsky, Hilde Domin, Clemens Brentano oder Hermann Hesse. 2002 trat er auf dem Hermann Hesse-Festival auf. Wolf Biermann lud ihn persönlich zu einer NDR-Matinee anlässlich seines 70. Geburtstags ein. Er interpretierte dort zwei von Wolf Biermanns Texten musikalisch.
2010 war Torch zu Gast auf dem „Festival des deutschen Sprechgesangs auf der Wartburg“, das sich mit den Themen Minnesang und Dichtkunst in Deutschland auseinandersetzte.
Von 26. September bis 2. Oktober 2011 organisierte Torch anlässlich seines 40. Geburtstages eine Festwoche in seiner Heimatstadt Heidelberg mit Filmvorführungen, Workshops, Hip-Hop-Stadtführungen und einer Graffiti-Jam. Den Höhepunkt der Feierlichkeiten markierte sein Konzert am 30. September, bei dem er unter anderen die Gäste MC Rene, Absolute Beginner, Max Herre, Marteria und Curse auf der Bühne begrüßte.

Initiator Torch (li.) und Marvin Game (re.) während eines Hip Hop Symposiums in der Popakademie in Mannheim (2024)

## Soziale Projekte
Das Hilfsnetzwerk Marasa.org für das Erdbeben in Haiti 2010 wurde von Torch ins Leben gerufen.

## Auszeichnungen
- 2013: Hiphop.de Award in der Kategorie „Lebenswerk National“[11]
- 2017: Botschafter des Mannheimer Erbes der Weltkulturen für die haitianische Kultur[12]
- 2021: Richard-Benz-Medaille für Kunst und Wissenschaft der Stadt Heidelberg

## Diskografie
Soloveröffentlichungen
- 2000: Gewalt oder Sex (12" & MCD)
- 2000: Blauer Samt (2xLP & CD)
- 2001: Die Welt brennt/Wir waren mal Stars (2x12")
- 2001: Die Welt brennt/Wir waren mal Stars (Remixe) (12")
- 2001: In deinen Armen (2x12" & CD)
- 2001: Blauer Samt (Instrumentals) (2xLP, 360rec)
- 2005: Move the Crowd (12"), limitiert auf 360 Stück (als DJ Haitian Star mit Grandmaster Caz)
- 2008: Heidelberg (Mixtape)
- 2008: Mixtape 01 (EP) (als DJ Haitian Star)
- 2009: Mixtape 01 EP (10") (als DJ Haitian Star)
- 2011: Blauer Samt (Re-Edition) (CD & Vinyl-LP)
- 2015: Boomshell Bounce EP (Vinyl, 7") (als DJ Haitian Star)
- 2020: Kapitel 1 (EP) (als Torch)
- 2021: Klassik Breaks und Beats (CD & Tape) (als DJ Haitian Star)
- 2023: Kapitel 1 EP (Vinyl 12")

## Hörspiele und Features
- 2004: Torch liest „Hagakure“ von Tsunetomo Yamamoto
- 2014: Andreas Bick: Bay Area Disrupted – Regie: Andreas Bick (Radio-Feature – WDR)